# Collégiale Notre-Dame de Huy
La collégiale Notre-Dame et Saint-Domitien est un édifice religieux catholique de style gothique mosan sis en bord de Meuse (rive droite), à Huy, en Province de Liège (Belgique). Construite en plusieurs phases de 1311 à 1536 elle est classée au patrimoine exceptionnel de Wallonie. La collégiale est le principal lieu de culte de la communauté catholique de Huy.

## Situation
La collégiale se trouve au bord de la Meuse (en rive droite) au centre de Huy à deux pas du pont Baudouin et du centre historique de la ville et en contrebas de la citadelle de Huy. 

## Historique

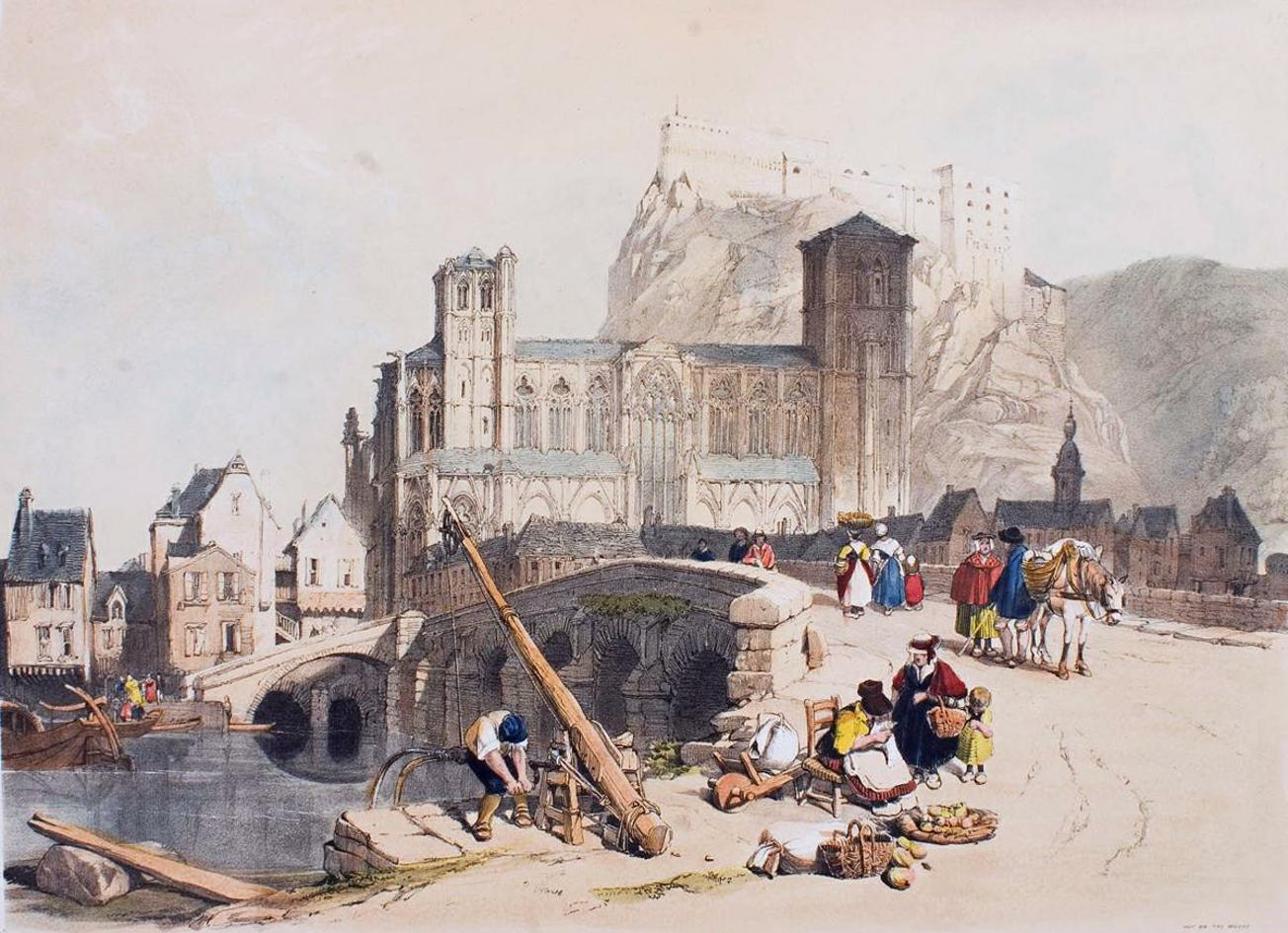
Pont, collégiale et citadelle (peinture de 1838).

À cet emplacement, cinq édifices de culte se seraient succédé depuis le IVe siècle. De la quatrième église de style roman construite par Théoduin de Bavière vers 1066, subsiste encore aujourd'hui une crypte accessible depuis la nef latérale droite de la collégiale. 
La première pierre de la cinquième église, la collégiale actuelle, fut posée le 15 mars 1311 par le prince-évêque Thibaut de Bar. Le chœur fut consacré à Notre-Dame en 1377 et l'ensemble des travaux terminés en 1536. Incendiée en 1803, la collégiale a fait l'objet d'importantes restaurations au milieu du XIXe siècle ainsi que de 1889 à 2010. Plusieurs architectes se sont succédé au travail de restauration, parmi lesquels : 
- Émile Vierset-Godin ;
- Eugène Carpentier ;
- Georges Helleputte, aussi appelé Joris Helleputte ;
- Jean-Louis Joris.

La collégiale est classée depuis le 1er août 1933. Elle est également reprise dans le patrimoine immobilier exceptionnel de la Région wallonne.

## Description

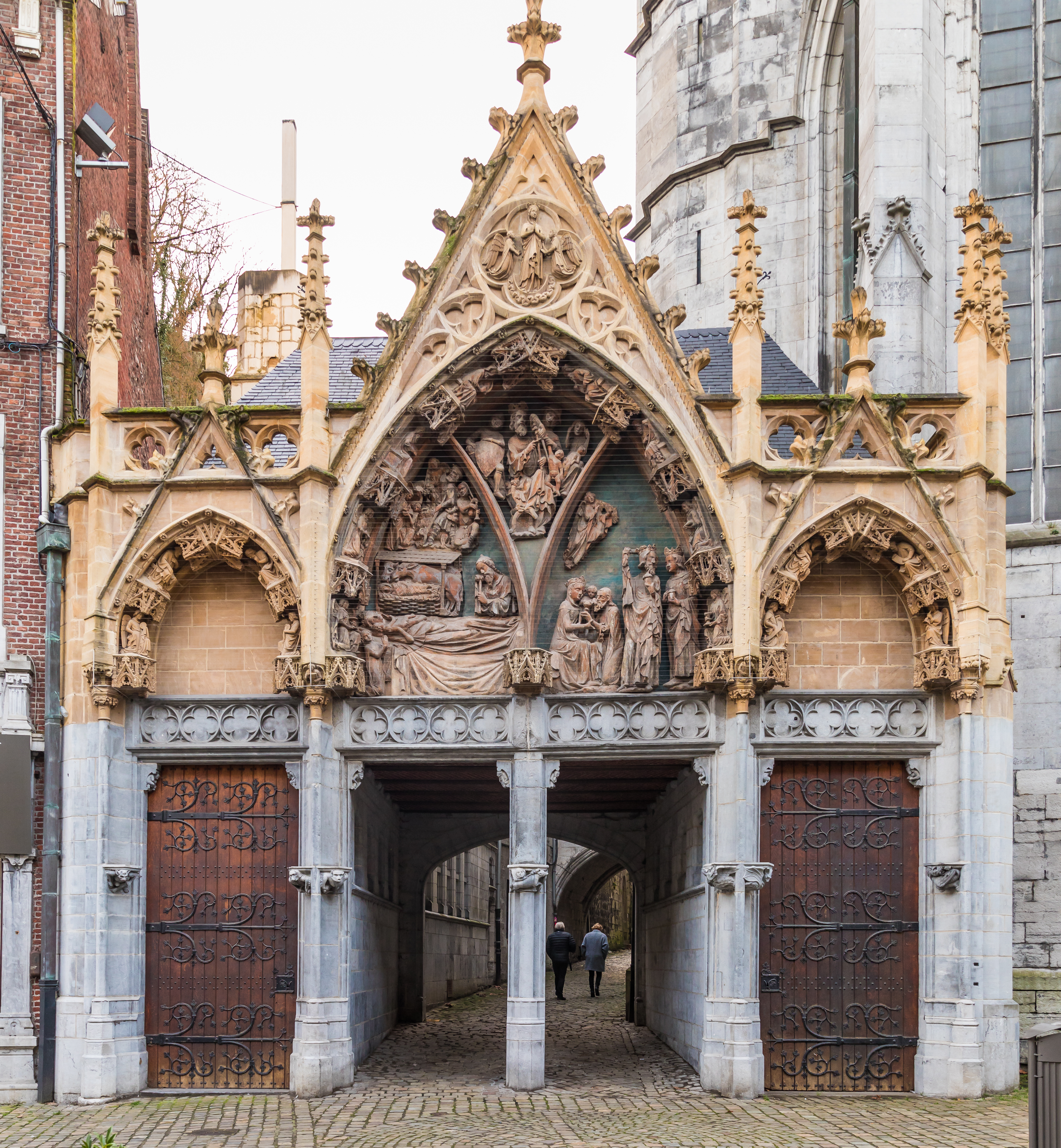
Le portail Bethléem à Huy après sa restauration.

Édifiée durant plus de deux siècles, la collégiale allie de manière harmonieuse le style gothique rayonnant du XIVe siècle et gothique flamboyant du XVe siècle. La particularité de cet édifice est la présence de trois tours carrées : une tour plus importante côté Meuse et deux tours jumelles côté ville. La grande verrière du chœur se compose de trois parties d'une hauteur exceptionnelle de vingt-deux mètres. Une crypte romane fut découverte sous la collégiale par le Curé-Doyen Demaret en juin 1906. Elle abrite actuellement le 'Trésor de la cathédrale' (une collection d'objets de culte précieux).
Contigu au chevet de la collégiale, se trouve l'imposante porte du Bethléem. L’ogive centrale (sans doute du XIVe siècle) se divise en trois parties : partie gauche : la Nativité et l'annonce aux bergers, partie centrale : le massacre des Innocents, partie droite : l'adoration des Mages. Deux petites ogives latérales de la fin XIXe siècle ont été ajoutées. Une complète restauration de cette porte s'est terminée en novembre 2014.

## Li Rondia

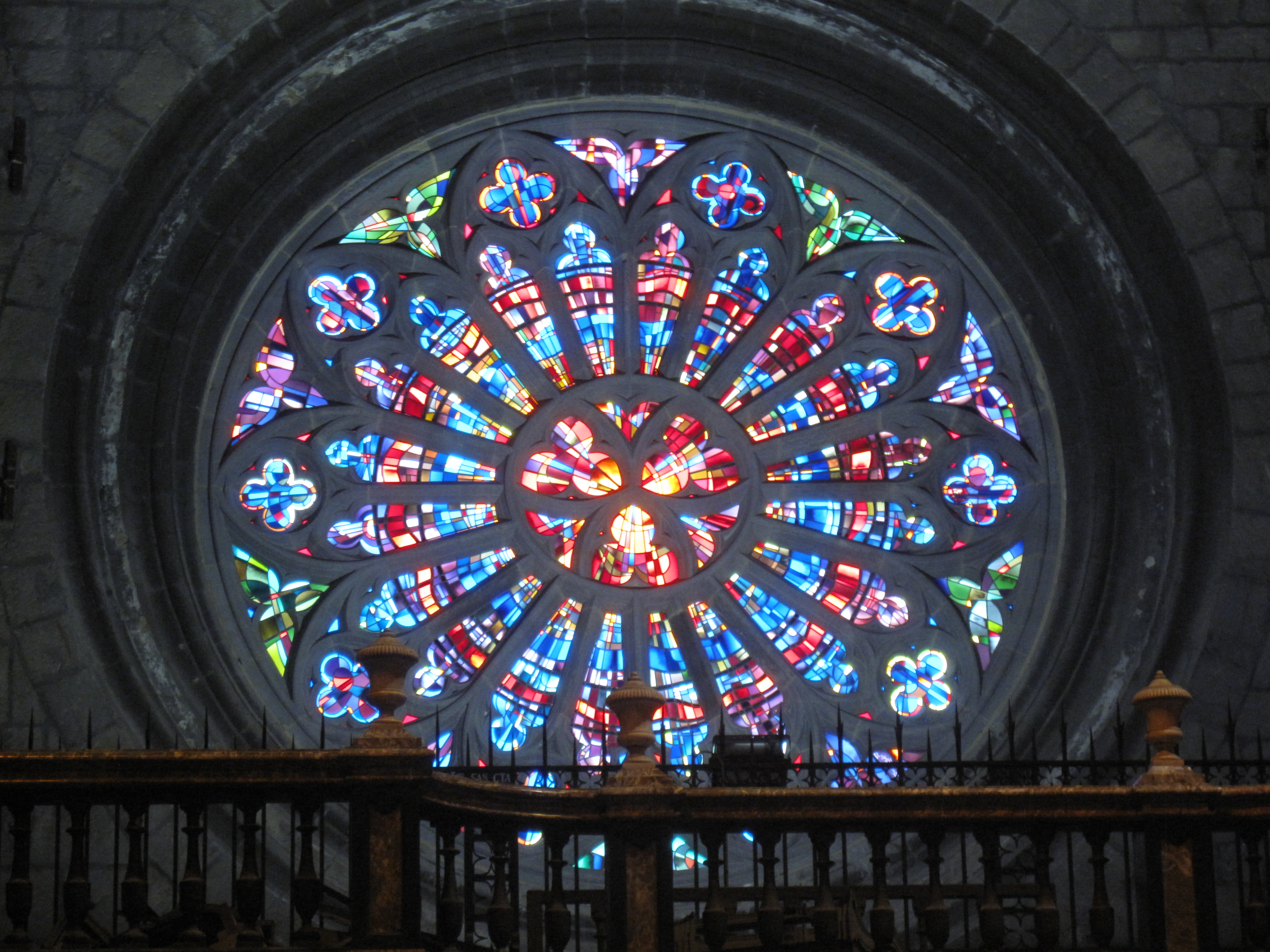
Le grand vitrail du Rondia à la collégiale de Huy.

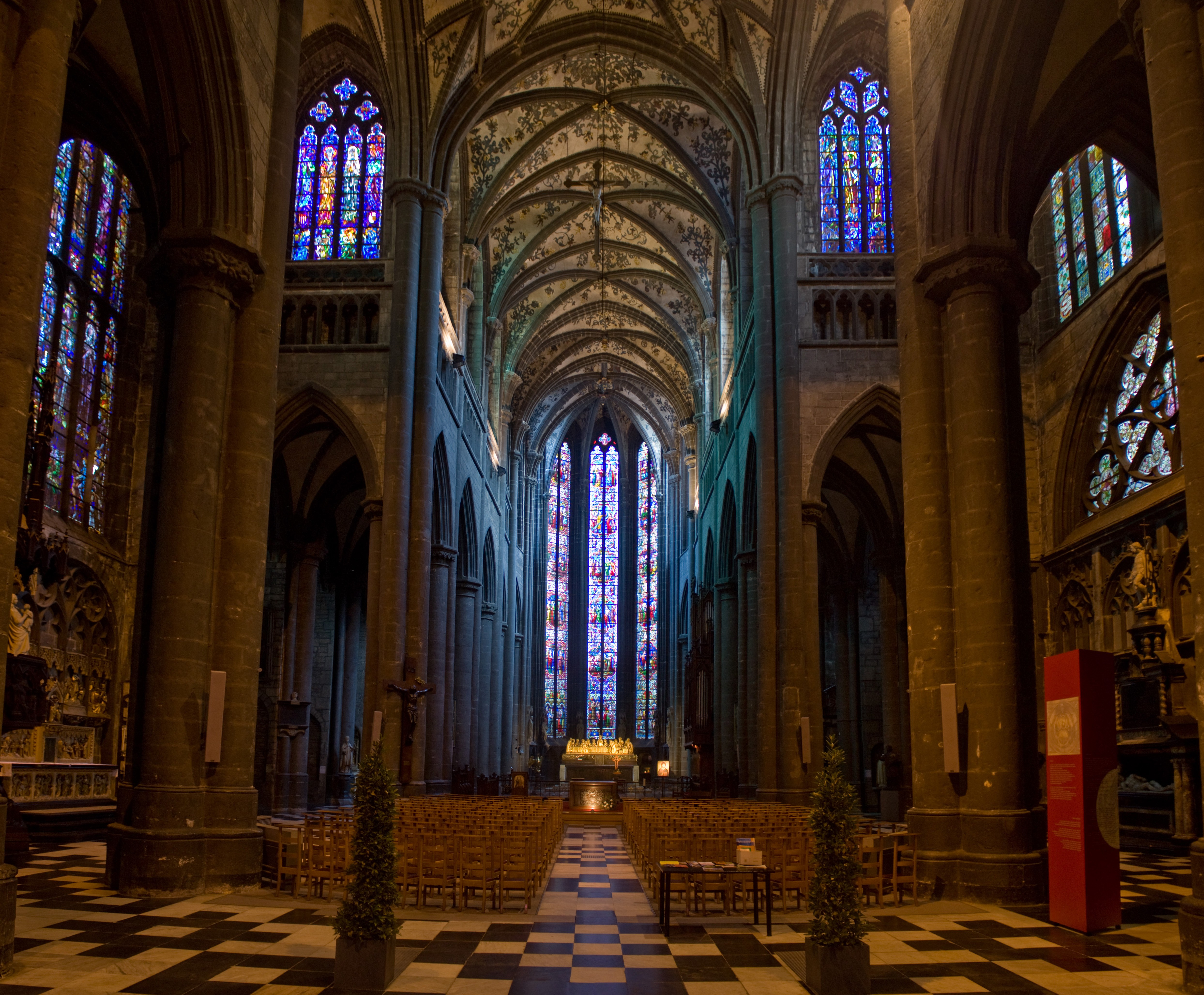
Intérieur de la collégiale, au centre : la grande verrière.

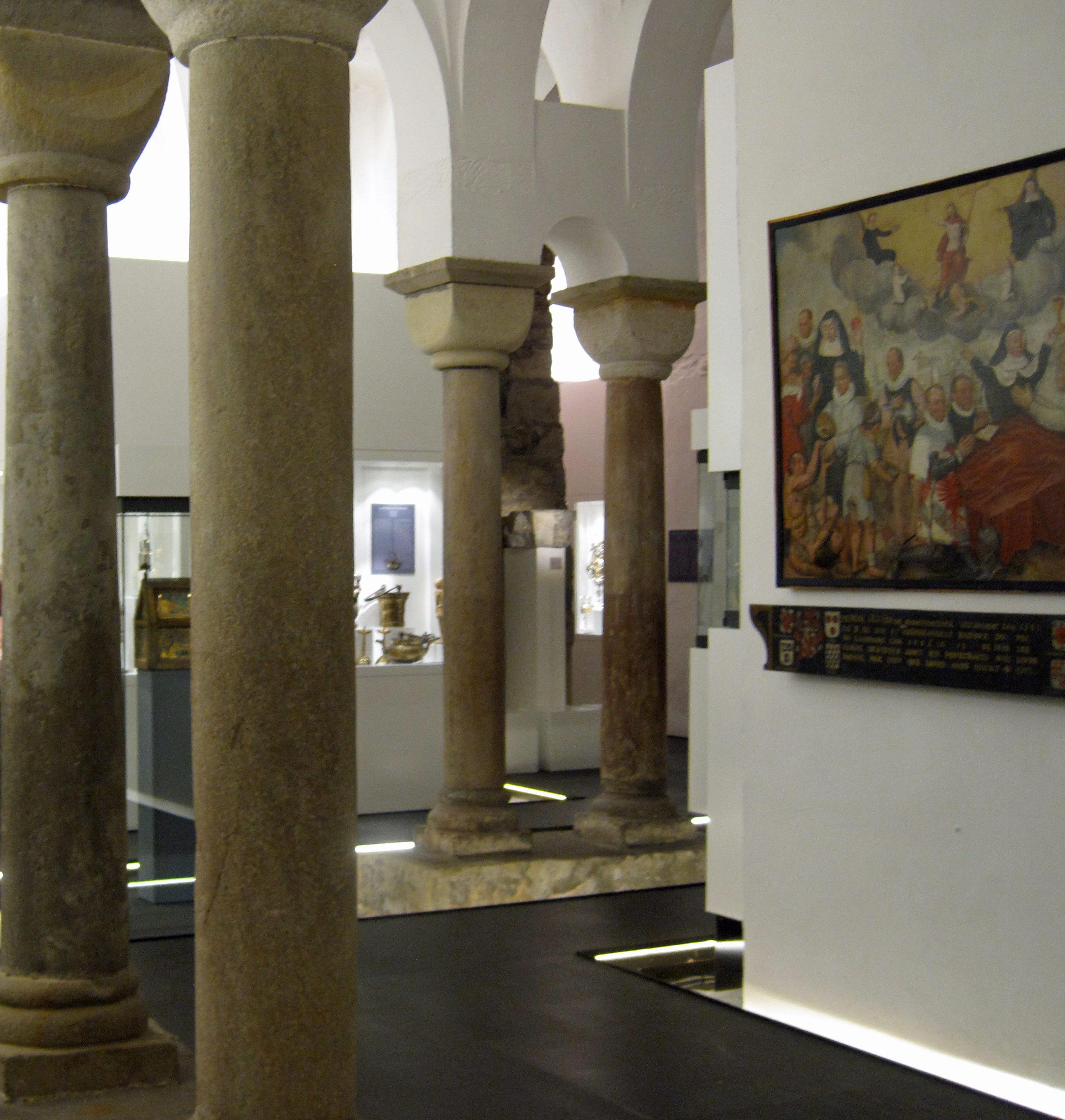
Vue sur le Trésor dans la crypte de la collégiale de Huy.

Li Rondia est le nom wallon donné par les Hutois à la plus grande rosace de style gothique rayonnant de Belgique. Elle est une des quatre merveilles de Huy. Son diamètre de 6 mètres est porté à 9 mètres si l’on tient compte des pierres qui forment son encadrement.
Pour remplacer les vitraux détruits durant la Seconde Guerre mondiale, de nouvelles œuvres d'art furent réalisées en 1973-1974 par le maître verrier liégeois Raymond Julin. Le bleu et le rouge sont les couleurs principales de ces vitraux : le bleu est la couleur traditionnellement associée avec Vierge Marie, mère de Jésus, dans la tradition catholique et le rouge dans la tradition orthodoxe. Cette rosace a été conçue pour évoquer « la joie, la puissance de la vie et le bonheur de l'esprit ». 

## Trésor
Le trésor de la collégiale se compose principalement de quatre châsses mosanes des XIIe et XIIIe siècles,.
– châsse de la Vierge ;
– châsse de saint Domitien ;
– châsse de saint Mengold ;
– châsse de Saint-Marc.
On peut aussi admirer la croix et le calice qui appartenaient à Théoduin de Bavière (XIe siècle).
Le Trésor de la collégiale est accessible : en avril, mai, juin et du 1 au 15 septembre, le samedi et le dimanche de 14 h à 17 h.
Du 1er juillet au 31 août, tous les jours, sauf le lundi, de 14 h à 17 h.

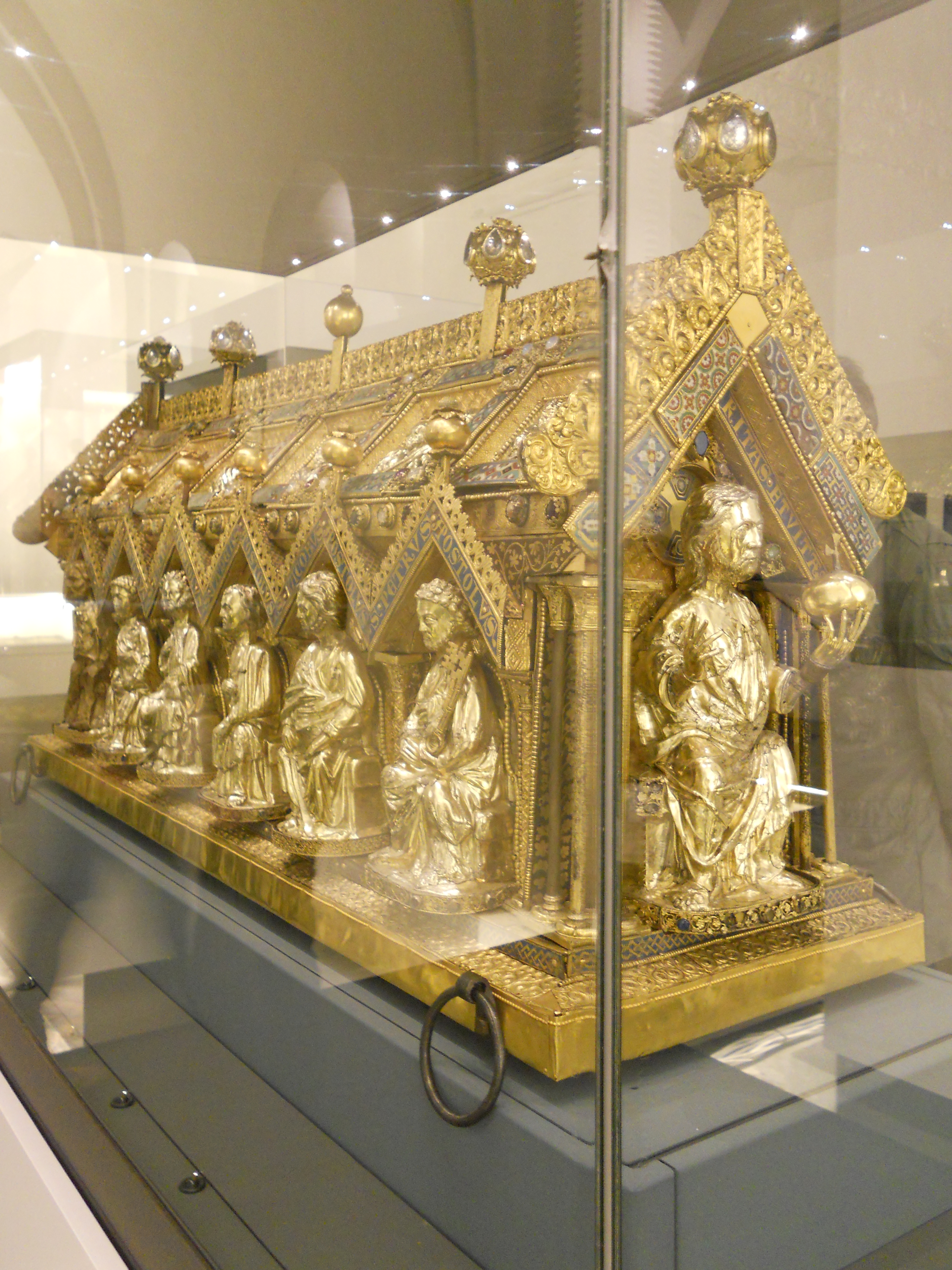
Châsse Notre-Dame de Huy (Art mosan, vers 1260, même orfèvre que les châsses de Amay et de Stavelot).
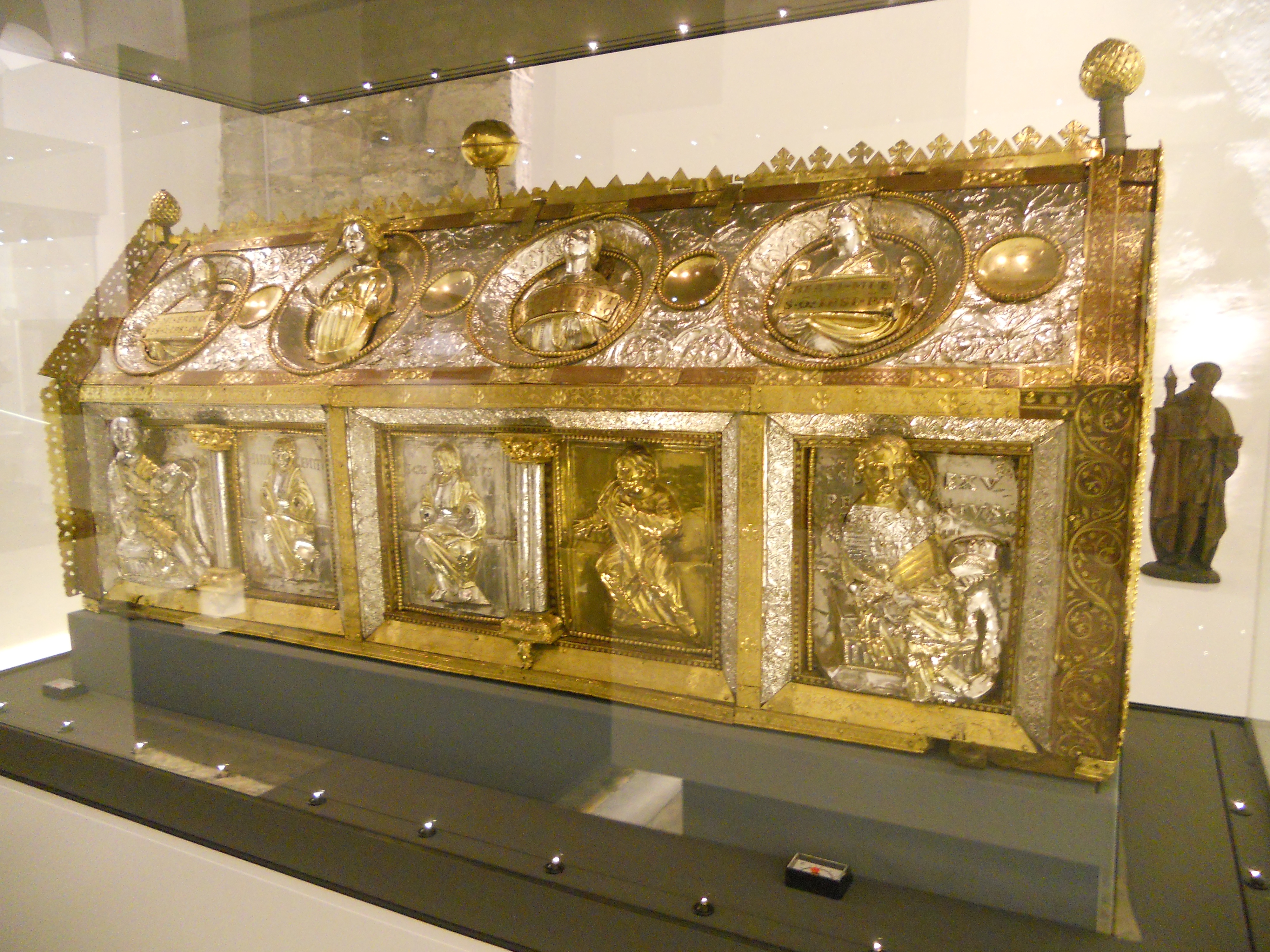
Châsse de saint Mengold, Art mosan, réalisée vers 1172-1173, attribuée à Godefroy de Huy.
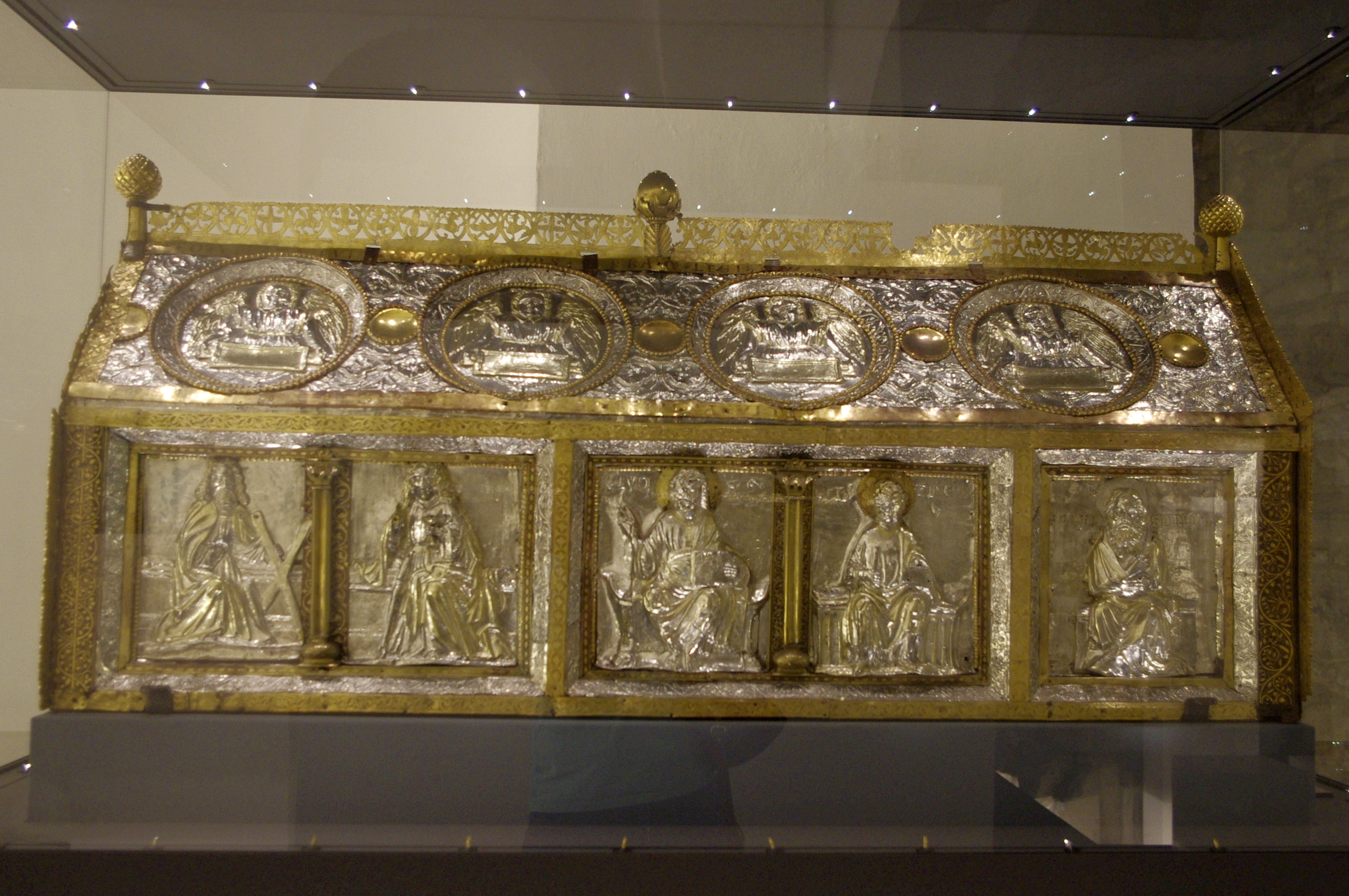
Châsse de saint Domitien (Art mosan, réalisée vers 1173, attribuée à Godefroy de Huy).
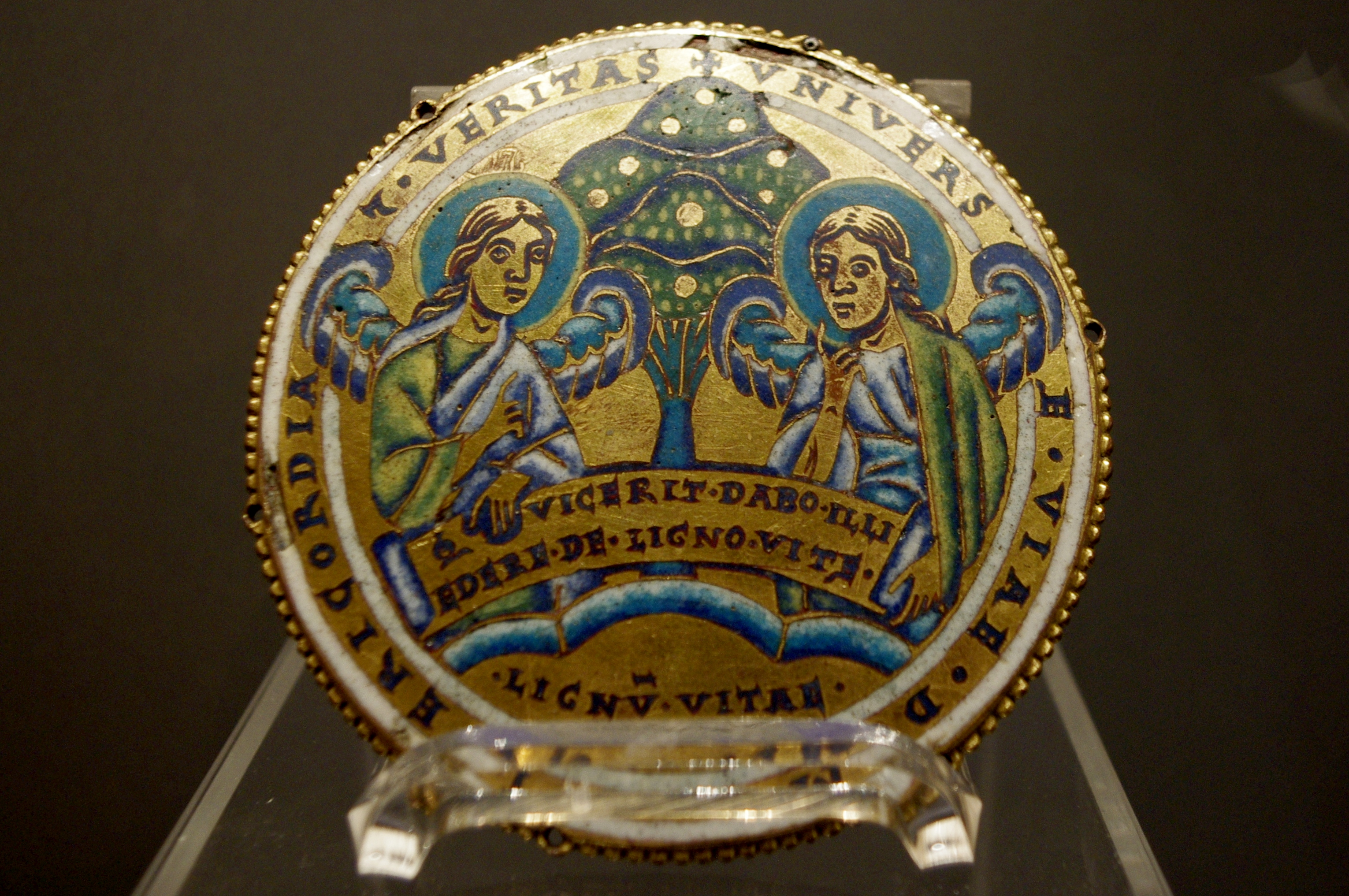
Médaillon "L'arbre de vie" (art mosan, vers 1160).
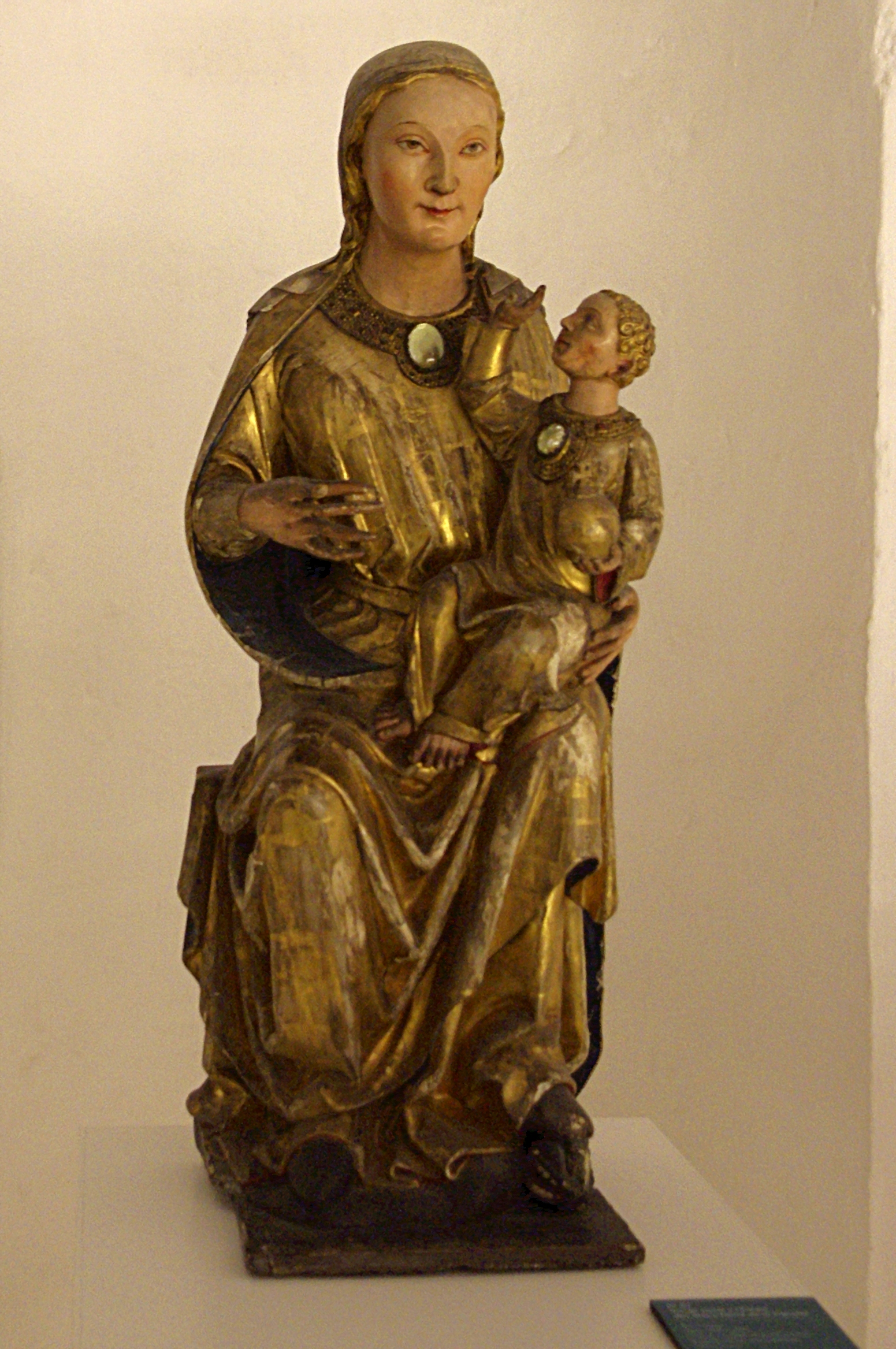
Vierge assise à l'Enfant, dite Notre-Dame de la vignette (art mosan, vers 1250-1260, en chêne polychrome).

### Galerie

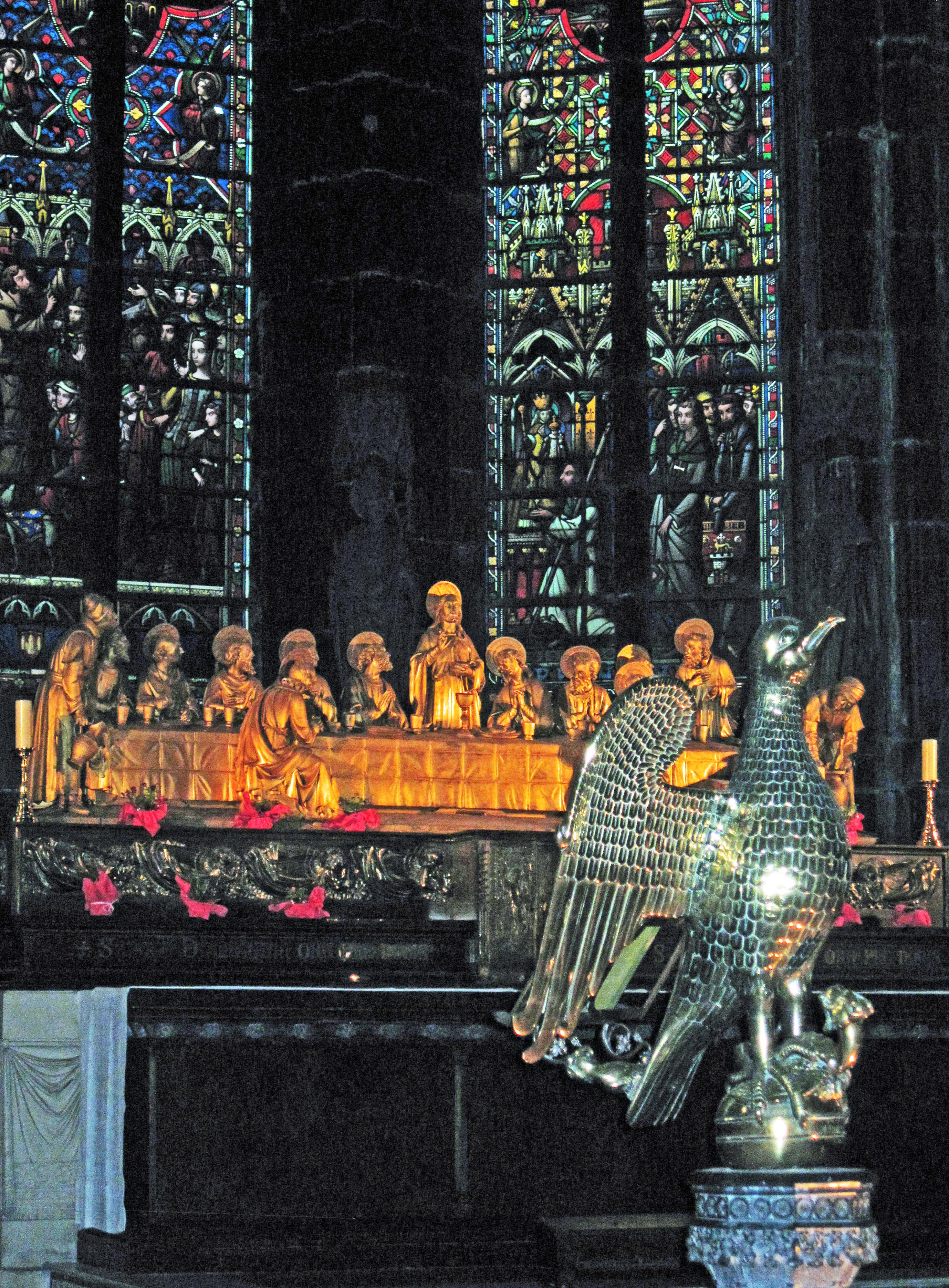
Détail du chœur de la collégiale.
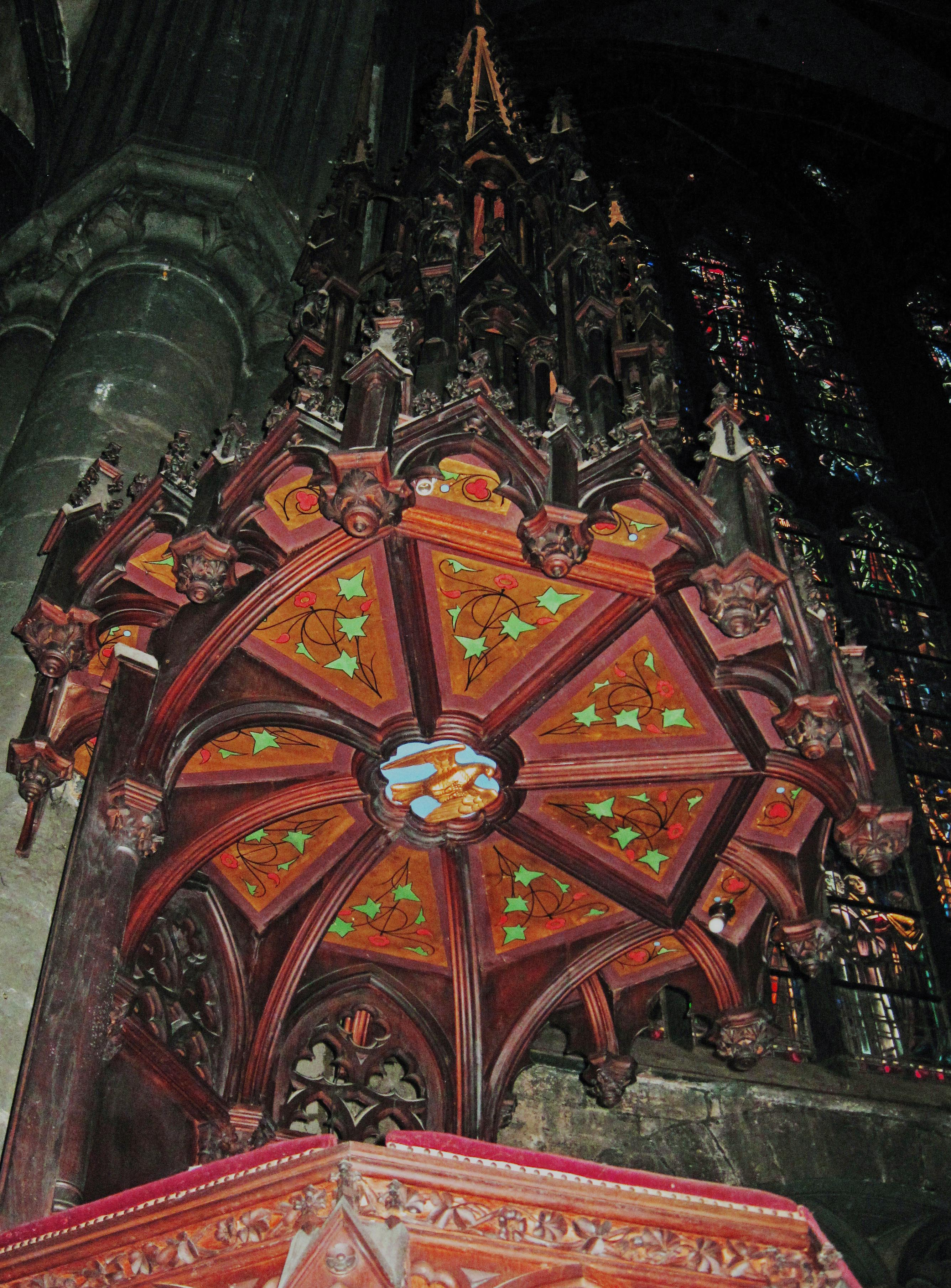
Détail du plafond de la chaire de Vérité.
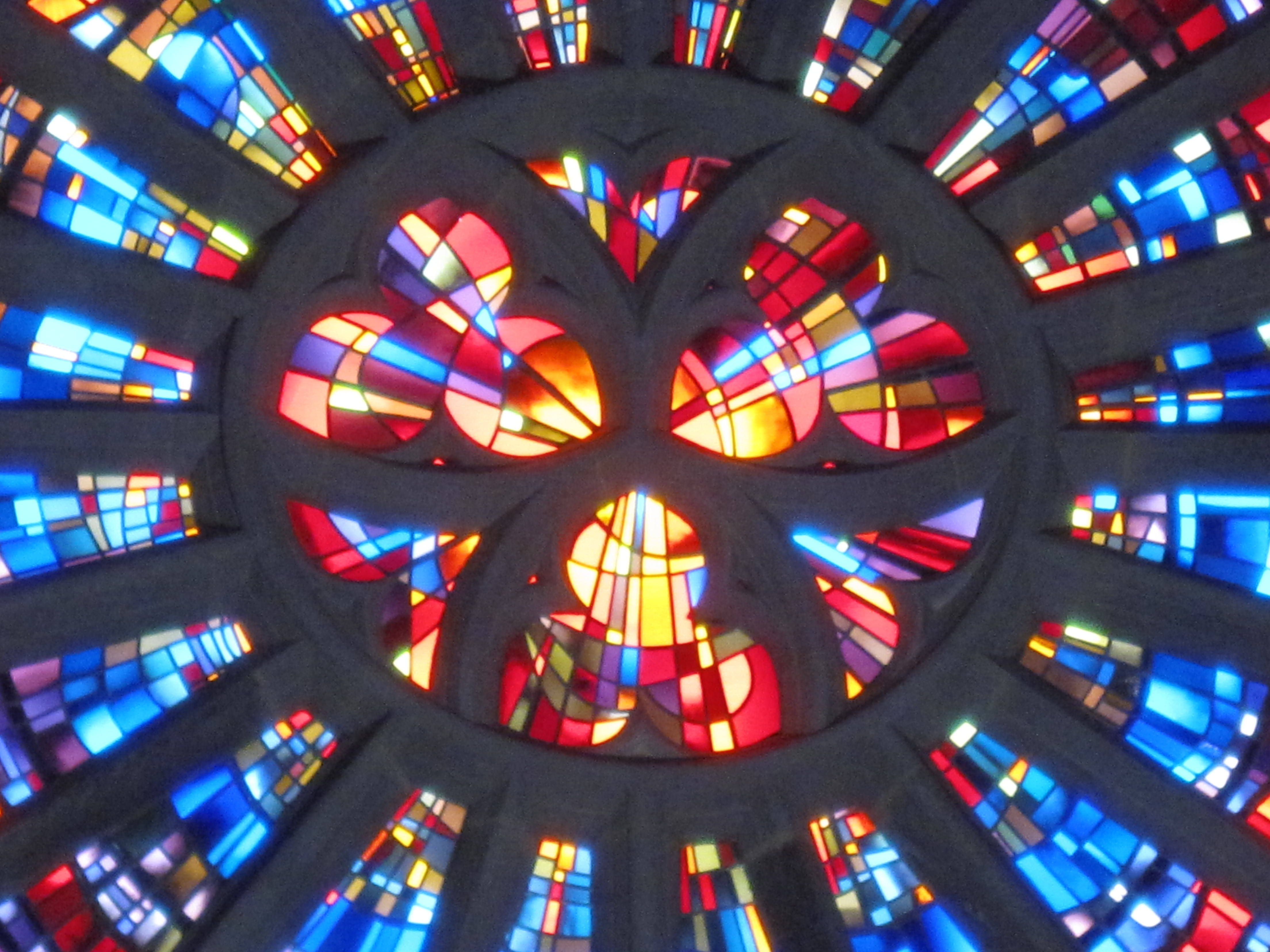
Détail du Rondia.